# Laminacauda ansoni
Espèce
Laminacauda ansoni est une espèce d'araignées aranéomorphes de la famille des Linyphiidae.

## Distribution
Cette espèce est endémique de l'archipel Juan Fernández au Chili,. Elle se rencontre sur l'île Robinson Crusoe.

## Description
Le mâle holotype mesure 4,45 mm et les femelles de 4,3 à 5,1 mm.

## Étymologie
Son nom d'espèce lui a été donné en référence au lieu de sa découverte, la Valle Anson.

## Publication originale
- Millidge, 1991 : Further linyphiid spiders (Araneae) from South America. Bulletin of the American Museum of Natural History, no 205, p. 1-199 (texte intégral).